# Tachycixius venustula
Tachycixius venustula är en insektsart som beskrevs av Ernst Friedrich Germar 1830. Tachycixius venustula ingår i släktet Tachycixius och familjen kilstritar. Inga underarter finns listade i Catalogue of Life.